# Episodi di Come vendere droga online (in fretta) (quarta stagione)
La quarta stagione della serie televisiva Come vendere droga online (in fretta), composta da 6 episodi, è stata interamente pubblicata sul servizio di video on demand Netflix l'8 aprile 2025 in tutti i territori in cui il servizio è disponibile.
| N° | Titolo originale                  | Titolo italiano              | Pubblicazione Germania | Pubblicazione Italia |
| -- | --------------------------------- | ---------------------------- | ---------------------- | -------------------- |
| 1  | That Can't Happen                 | Non può succedere            | 8 aprile 2025          | 8 aprile 2025        |
| 2  | That Doesn't Happen on My Machine | Non succede sul mio computer | 8 aprile 2025          | 8 aprile 2025        |
| 3  | That Shouldn't Happen!            | Non dovrebbe succedere!      | 8 aprile 2025          | 8 aprile 2025        |
| 4  | Why Does That Happen?             | Perché succede?              | 8 aprile 2025          | 8 aprile 2025        |
| 5  | Oh, I See                         | Ah, capisco                  | 8 aprile 2025          | 8 aprile 2025        |
| 6  | How Did That Ever Work?           | Come ha fatto a funzionare?  | 8 aprile 2025          | 8 aprile 2025        |